# Lothar Schmid
Lothar Maximilian Lorenz Schmid (Dresde, 10 de mayo de 1928 - Bamberg, 18 de mayo de 2013) fue un gran maestro de ajedrez alemán que nació en Dresde.
 Era conocido por ser el árbitro de varias partidas del Campeonato del mundo de ajedrez. También fue un coleccionista de libros y objetos de ajedrez; se considera que poseía la mayor biblioteca privada de ajedrez conocida en el mundo y tenía una famosa colección de obras maestras del arte de ajedrez y tableros de ajedrez, y piezas de todo el mundo.